# 議会法
議会法（ぎかいほう）
- 国会法（日本）をはじめとする立法府の構成や運営を定めた法規の一群。
- イギリスで憲法を構成する法律の一つ。本項にて解説。

議会法（ぎかいほう、英: Parliament Acts 1911 and 1949）は、イギリス（連合王国）の不成典憲法を構成する法律の1つである。議会での法案成立に関する手続きと条件を定めた法律として1911年に成立した。1911年議会法と、それを一部改正する1949年議会法があり、ともに憲法を構成する法律群のなかのひとつである。
この法律により、貴族院の権限が縮小され、庶民院の優越が明確になった。

## 1911年議会法成立の経緯

### 保守党の貴族院での反対闘争

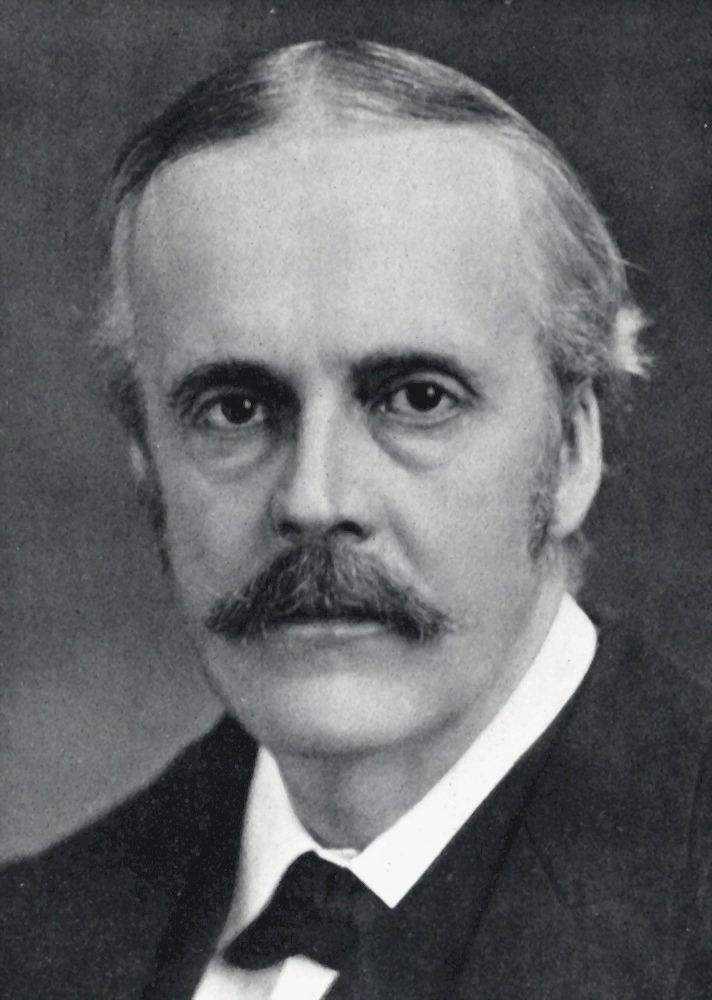
保守党党首アーサー・バルフォア
保守党が半永久的に多数を占める貴族院を使って反政府闘争を行った。

1905年12月に成立した自由党政権ヘンリー・キャンベル＝バナマン内閣は、1906年1月の解散総選挙に大勝し、庶民院多数派を得たが、これに対して保守党党首・保守党庶民院院内総務アーサー・バルフォアと保守党貴族院院内総務ランズダウン侯爵に率いられる野党保守党は、保守党が半永久的に多数を占める貴族院から政府法案を否決するという反対闘争を展開した。
1906年4月には初等教育から宗教教育を排除することを目的とした「教育法案」が貴族院で大幅に修正され、法案撤回に追い込まれた。これに対してキャンベル＝バナマンは、1907年6月に庶民院の優越を定める法律を制定すべきとする決議案を議会に提出した。その決議案説明の中で商務庁長官デビッド・ロイド・ジョージは「貴族院は長きにわたり、憲法の番犬だったが、今やバルフォアのプードルである。彼のために吠え、使い走りをし、彼がけしかけたどのような物にも噛みつく」と貴族院を批判した。
だが貴族院の態度は変わらず、首相がハーバート・ヘンリー・アスキスに変わった後の1908年7月には醸造業者の独占制限を目的とする「酒類販売免許法案」を否決した。これに対して通商大臣ウィンストン・チャーチルは「我々は貴族院を震え上がらせるような予算案を提出するであろう。貴族院は階級闘争を開始したのだから」と述べたという。
決定的な契機となったのは、1909年に大蔵大臣ロイド・ジョージの提出した「人民予算」を貴族院が否決したことだった。この予算案は土地課税が盛り込まれており、地主貴族から土地の国有化を狙う「アカの予算」として強い反発を招いていたためだった。しかし貴族院が金銭法案を否決するのは17世紀以来のことであったので大きな波紋を呼んだ。

### 議会法をめぐる紛糾

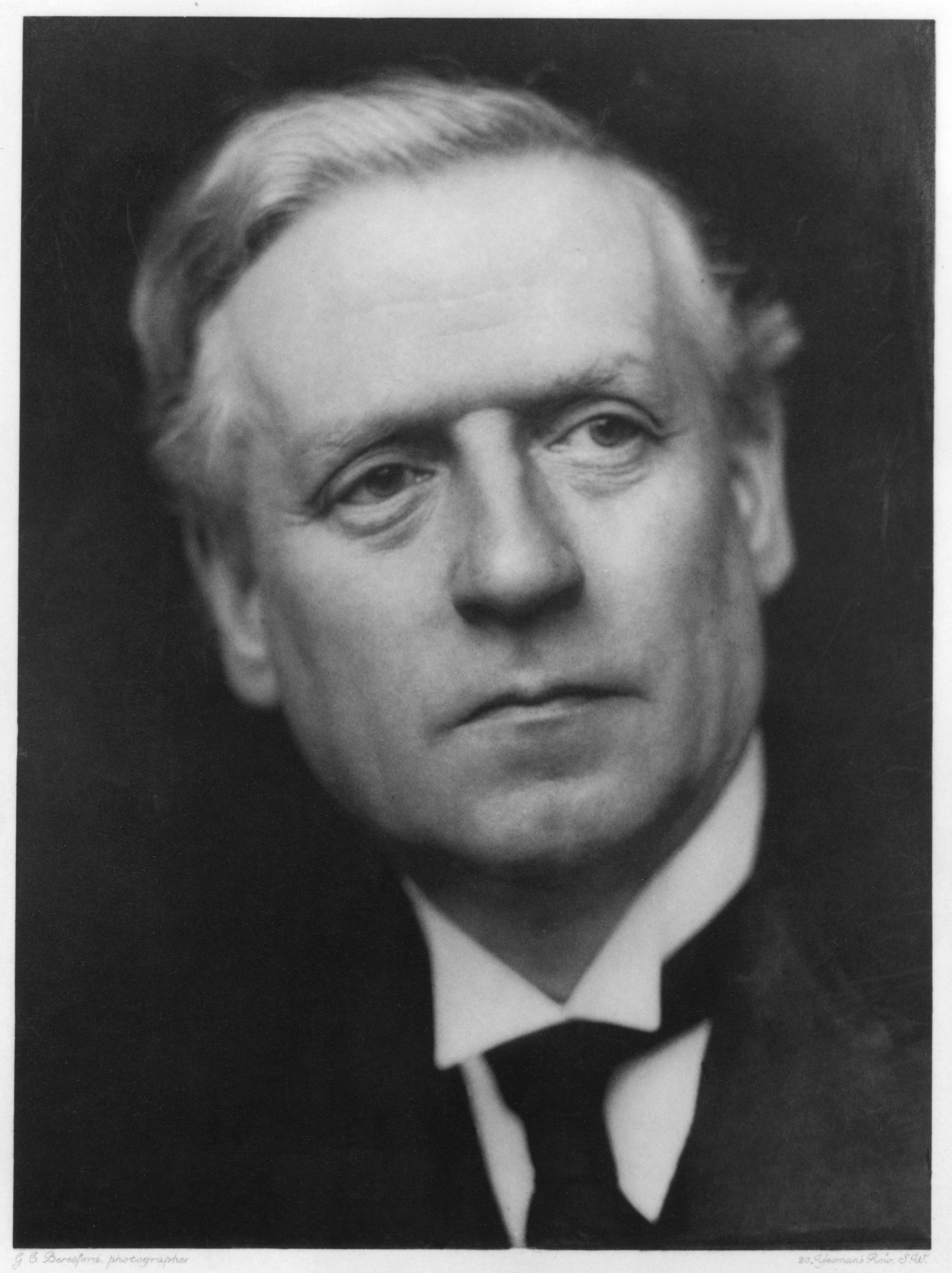
自由党の首相ハーバート・ヘンリー・アスキス
貴族院を掌握すべく、貴族院拒否権制限を目指した。

アスキス首相は庶民院を解散、1910年1月の総選挙はハング・パーラメントとなったものの、キャスティング・ボートを握ったアイルランド議会党が「人民予算」を支持したため、自由党政権は「人民予算」の可決を目指した。その中でアスキス首相は3月29日に貴族院拒否権制限を盛り込んだ議会法案を庶民院に提出し、4月14日にこれを可決させた。
議会法案の貴族院送付をめぐって自由党政権と保守党が緊迫する中の1910年5月6日に国王エドワード7世が崩御し、ジョージ5世が即位した。政界に「新王をいきなり政治危機に晒してはならない」という融和ムードが広まり、両党幹部の会合「憲法会議」の場が設けられたが、妥結には至らなかった。この間にロイド・ジョージが提唱した自由党・保守党連立政権構想も空振りに終わった。
これを受けてアスキスは国王ジョージ5世から「総選挙を行い、政府がこれに勝利した場合には国王大権で新貴族創設を行ってもよい」という秘密裏の確約を得て、1910年11月26日に庶民院を解散した。自由党は「貴族が統治するのか、平民が統治するのか」をスローガンにして選挙戦に臨んだが、国民は貴族院権限制限問題にはほぼ無関心であり、12月の総選挙の結果は前回とほぼ変わらず、ハング・パーラメントのままだった。だが、友党アイルランド議会党の議席と足すと過半数を越えていたので、アスキスは議会法案の有権者のコンセンサスを得たと力説し、1911年2月にふたたび議会法案を庶民院に提出して5月に可決させた。しかし貴族院は否決の構えを見せていた。

### 貴族院保守党の分裂と議会法可決

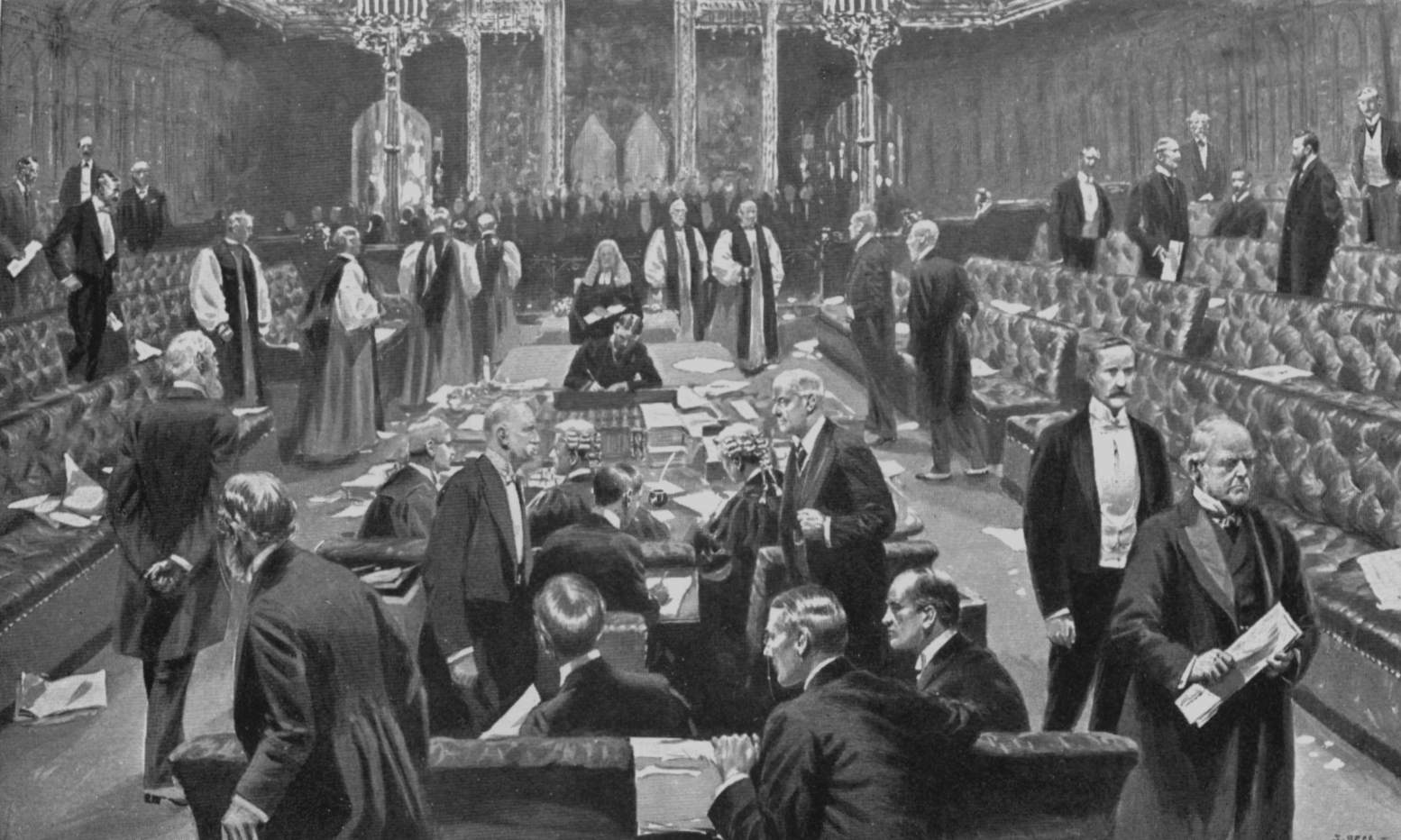
議会法の貴族院通過を描いた絵画。
自由党政権が国王大権で新貴族創家を行うことを恐れた保守党貴族院議員の一部が議会法案に賛成票を投じた。その結果、可決成立した。

アスキスは自由党系貴族創家の上奏の準備を進めつつ、1911年7月18日にロイド・ジョージを保守党党首バルフォア、保守党貴族院院内総務ランズダウン侯爵の許に派遣し、国王から新貴族創家を行うことの承諾を得ている旨を彼らに通達した。
これを受けてバルフォアは7月21日にもシャドー・キャビネット（影の内閣）に所属する保守党幹部を召集して対策を話し合った。バルフォアやランズダウン侯爵、カーゾン卿は「貴族の大量任命など行われたら世界中の文明国の笑い物になる」として譲歩するしかないと主張した。バルフォアの考えるところ、自由党系の新貴族が任命されて自由党が恒久的に貴族院多数派になることの方がはるかに危険な「革命」であり、それに比べれば拒否権が失われるぐらいはまだマシだった。だがハルズベリー伯爵やセルボーン伯爵、ソールズベリー侯爵、オースティン・チェンバレン、エドワード・カーソンらは徹底抗戦すべしと主張して譲らなかった。
保守党貴族院議員は新貴族創家をちらつかせる政府の態度はハッタリと見る者が多く、徹底抗戦派の方が多かった。彼らは「ダイ・ハード（頑強な抵抗者）」と名乗るグループを形成して議会法案反対運動を行った。
しかしアスキス内閣は新貴族創家の方針を覆す意思を見せず、8月10日には議会法案の貴族院提出を強行し、その法案説明で「議会法を否決する投票は、すなわち多数の新貴族任命への賛成票ということになる」と明言した。バルフォアの息のかかった妥協派貴族院議員たちは当初棄権を考えていたが、棄権すると議会法案否決の公算が高いため、ついに議会法案賛成に回る決意を固めた。これにより議会法案は賛成131、反対114の僅差でなんとか貴族院を通過した。37人の保守党貴族院議員と2人の大主教、1人の主教が賛成票を投じていた。
こうして議会法が成立したが、保守党内に根深い亀裂が生じた。議会法の貴族院可決があった8月10日夜の保守党社交界カールトン・クラブの席上では議会法案に賛成票を投じた貴族院議員たちに「恥を知れ」「裏切り者」「ユダ」といった罵倒が浴びせられた。またF.E.スミスやオースティン・チェンバレンを中心に「B・M・G（バルフォアよ、去れ）」運動が開始された。求心力を落としたバルフォアは11月8日に保守党党首職を辞することとなった。

## 議会法の内容
議会法第1条第1項は、金銭法案（Money Bill）について、庶民院通過後、会期終了一か月前までに貴族院に送付され、貴族院が無修正で可決しない場合、庶民院が反対しなければ、国王の裁可を得て議会制定法となることを定めている。
同法2条1項は金銭法案以外の法案について、会期終了一か月前までに貴族院に送付され、庶民院の同意なく貴族院が三度目の否決を行った場合には、貴族院の同意がなくても国王の裁可を得て議会制定法となることを定めている。ただし第一回の会期の庶民院第二読会の日付と三回目の会期の庶民院通過の日付が2年以上離れていることを要求している。要するに貴族院は庶民院を通過した法案を2年引き延ばすことが可能だった。
1949年には議会法の改正があり、貴族院が庶民院で可決された法案の成立を引きのばせる期間はこれまでの2年から1年に短縮された。

## 議会法運用史

### 議会法適用事例
議会法制史の大きな節目となる1949年の法改正までに、1911年議会法が適用された事例は以下の3例のみである。
1914年アイルランド統治法及び1914年ウェールズ教会法は貴族院の抵抗に遭いつつ国王裁可にまで至ったが、第一次世界大戦勃発のため延期法によって施行停止となった。1949年議会法も貴族院の同意を得られないままの成立となった。
| 対象法規                    | 内閣                 | 法令要旨及び備考                                                                                  | 出典          |
| --------------------------- | -------------------- | ------------------------------------------------------------------------------------------------- | ------------- |
| アイルランド統治法 (1914年) | ロイド・ジョージ内閣 | アイルランド自治を認める法律。 大戦勃発のため施行停止ののち1920年アイルランド統治法が成立、施行。 | [ 29 ] [ 30 ] |
| ウェールズ教会法 (1914年)   | ロイド・ジョージ内閣 | ウェールズ聖公会を新設する法律。 上記法令と同様の経緯をたどったのち、1920年施行。                 | [ 29 ] [ 30 ] |
| 議会法 (1949年)             | アトリー内閣         | 貴族院の一般法案引き延ばし期間を短縮する法律。                                                    | [ 29 ] [ 30 ] |

1949年法改正後に、1911年及び1949年議会法が適用された事例は以下の4件となっている。なかでも、ジョン・メージャー内閣下で制定された戦争犯罪法は保守党政権による唯一の議会法適用事例となっている。また、直近の適用例である狩猟法制定はのちに、1949年議会法の法的有効性を争点とするR.ジャクソン対法務長官訴訟につながった。
| 対象法規         | 内閣                   | 法令要旨及び備考 | 出典          |
| ---------------- | ---------------------- | --- | ------------- |
| 戦争犯罪法       | ジョン・メージャー内閣 | 英国帰化市民の戦争犯罪に対して、英国司法の裁判管轄を拡大する法律。                                                                            | [ 32 ]        |
| EU議会選挙法     | トニー・ブレア内閣     | 欧州議会選出方法変更に伴って英国内法を改正する法律。 単純小選挙区制から比例代表制に改正された。                                               | [ 33 ]        |
| 改正性犯罪取締法 | トニー・ブレア内閣     | 同性愛を含む性交渉同意年齢を改正する法律。 | [ 30 ]        |
| 狩猟法           | トニー・ブレア内閣     | イングランド及びウェールズを対象とした猟犬による狩猟を禁止する法律。 1949年議会法の法的有効性を争うR.ジャクソン対法務長官訴訟の発端となった。 | [ 30 ] [ 34 ] |

### 議会法の非適用事例
1911年及び1949年議会法は貴族院による金銭及び一般法案の引き延ばしを制限するものだが、その貴族院の否決権や修正権自身をただちに否定するものではない。そのため、本来は庶民院が議会法を適用できる状況にあるものの、あえてその財政特権を放棄し、もって貴族院による金銭法案修正を甘受したケースも散見される。以下にその代表例を示すが、すべての事例をリストアップしたものではない。
| 事例                 | 内閣                     | 法令要旨及び備考 | 出典                 |
| -------------------- | ------------------------ | --- | -------------------- |
| 1925年中国補償適用法 | ボールドウィン内閣       | 義和団の乱（北清事変）の賠償金を中国補償に返還のうえ、中国人留学生奨学金等に還元する法律。 金銭法案として審議ののち貴族院によって修正を経たが軽微であったため、修正可決。 | [ 29 ] [ 35 ] [ 36 ] |
| 1946年沿岸漁業法     | クレメント・アトリー内閣 | 零細化の進む英国沿岸漁業に対して助成金を支給する法律。 上記法令と同様の経緯をたどったのち、修正可決。                                                                     | [ 29 ] [ 37 ]        |